# مجاز (بلاغة)
المجاز في اللغة هو التجاوز والتعدّي. وفي الاصطلاح اللغوي هو صرف اللفظ عن معناه الظاهر إلى معنى مرجوح بقرينة. أي أن اللفظ يُقصد به غير معناه الحرفي بل معنى له علاقة غير مباشرة بالمعنى الحرفي. والمجاز من الوسائل البلاغية التي تكثر في كلام الناس، البليغ منهم وغيرهم، وليس من الكذب في شيء كما توهّم البعض. وهي تصنف مع علم البيان.

## أنواع المجاز
المجاز نوعان، يقسم كل منها إلى أقسام أخرى:
1. . مجاز لغويّ: وهو استعمال اللفظ في غير ما وضع له لعلاقة ما بين المعنى الحقيقي والمعنى المجازي. يكون الاستعمال لقرينة مانعة من إرادة المعنى الحقيقي وقد تكون حاليّة أو لفظية.
2. مجاز عقليّ: وهو استعمال اللفظ بأن يُسند إلى غير من هو له نحو «شفى الطبيب المريض» بسبب علاقة ما، فإن الشفاء من الله وإسناد الشفاء إلى الطبيب مجاز بسبب وجود علاقة بين الطبيب والشفاء وإن لم يشف بنفسه.

### المجاز العقلي
المجاز العقلي هو إسناد الفعل أو ما في معناه إلى غير ما هو له لعلاقة بينهما مع وجود قرينة مانعة من الإسناد الحقيقي. يكون الإسناد المجازي إلى سبب الفعل أو زمانه أو مكانه أو مصدره أو يكون بإسناد المبني للفاعل إلى المفعول أو المبني للمفعول إلى الفاعل.
أمثلة:
1. الإسناد إلى سبب الفعل: كأن نقول: بلّط الحاكم شوارع المدينة. فإن الحاكم لم يبلط الشوارع بنفسه ولكنّه سبّب التبليط.
2. الإسناد إلى الزمان: كأن نقول: دارت بي الأيام، فالأيام لا تدور بل أنت تدور في تلك الأيام فنسبة الدوران إلى الأيام مجاز.
3. الإسناد إلى المكان: كأن نقول: ازدحمت الشوارع، فإن الشوارع لا تزدحم بل الناس هي التي تزدحم فيها فنسبة الازدحام إلى الشوارع مجاز.
4. الإسناد إلى المصدر: كأن نقول: فلان جنّ جنونه، فإن الذي جنّ هو فلان ولكن نسبته إلى المصدر مجاز.
5. الإسناد في النسبة غير الإسنادية: كقولنا: تجري الأنهار إلى البحر. فإن النهر لا يجري بل الماء الذي فيه هو الذي يجري.

### المجاز اللغوي
وهو لفظٌ استُخدمَ لغير معناه الحقيقيّ لعلاقة معيّنة، فكثيراً ما يستخدم الإنسان لفظاً ولا يقصد معناه الحقيقي بل معنى آخرَ مختلفاً، فإذا قال أحد مثلا: رأيت أسداً يكر على الأعداء بسيفه، فهذه الجملة تدل على أن الأسدَ المذكورَ في الجملة ليس الأسد الذي نعرفه، والدليل على ذلك (بسيفه)؛ فالأسد الحقيقيُّ لا يحمل سيفاً، وإنما المقصود بالأسد رجلٌ شجاع.
ويقسم المجاز اللغوي إلى نوعين: فإما أن تكون العلاقة هي المشابهة وعند ذلك يسمى بالاستعارة، وإلا سمي بالمجاز المرسل، وكل منهما إما مفرد أو مركب، فالمفرد يكون في كلمة والمركب يكون في عبارة تحتوي على أكثر من كلمة أو في الكلام عامة.

#### المجاز المفرد المرسل
هو اللفظ المستعمل بقرينة في غير ما وضع له لعلاقة غير المشابهة. أو هو كلمة لها معنى حرفي لكنها تستعمل في معنى آخر غير المعنى الحرفي على أن يوجد علاقة بين المعنيين دون أن تكون تلك العلاقة مشابهة، وتعرف تلك العلاقة من المعنى الجديد المستخدمة فيه الكلمة. مثلا، قد يقال: وضع العدو عينا على المدينة. فالعين هنا المعنى الحرفي لها هو عضو البصر عند الإنسان أو الحيوان أما المعنى المقصود فهو الجاسوس والعلاقة بينهما ليست علاقة مشابهة فالجاسوس لا يشبه العين إلا أن هناك علاقة موجودة، فالجاسوس موجود أصلا كي ينظر إلى العدو ماذا يفعل. أما القرينة المطلوبة فهو أن العدو لا يستطيع أن يضع عينا حقيقية على المدينة وبذا فلا بد أنها مجاز.
أما العلائق فهي كثيرة وبعض العلماء ذكر أكثر من ثلاثين من منها. بعض العلائق:
1. . الكلية والجزئية: أي يلفظ الكل ويقصد الجزئ أو العكس كقوله تعالى: «فتحرير رقبة مؤمنة»، المقصود تحرير إنسان مسلم كامل وليس رقبته فقط.
2. . السببية والمسببية: كقوله تعالى «وينزل لكم من السماء رزقا»، أي مطرا لأن المطر هو سبب الرزق.
3. .العمومية والخصوصية: كقولنا لعب المصريون في مباراة كذا، نقصد وفدا من المصريين لا كلهّم.
4. . على اعتبار ما كان أو ما سوف يكون: كقولك لأخيك الذي يدرس الطب: يا دكتور، أو كقوله تعالى: «وآتوا اليتامى أموالهم» أي بعد بلوغهم ولكن على اعتبار أنهم كانوا يتامى.
5. . اللازمية والملزومية: مثلا: طلع الضوء والمقصود طلعت الشمس؛ أو قولنا مشيت في الشمس، أي في حرّ الشمس.
6. . إطلاق اسم الفاعل أو المفعول على الفاعل أو المفعول أو المصدر: كقوله تعالى: «لا عاصم اليوم من أمر الله» أي لا معصوم. أو كقولنا «ارتدي ثيابا مستورة» نقصد ثيابا ساترة.

#### المجاز المركّب المرسل
هو الكلام المستعمل في غير المعنى الموضوع له، لعلاقة غير المشابهة. وهو لا يشتمل على كلمات منفصلة تركيبات صغيرة بل يقع في المركبات الخبرية والإنشائية. أمثلة:
1. . التحسّر، كقوله: (ذهب الصِّبا وتولّت الأيّامُ..) فإنه خبر يُقصد منه إنشاء التحسّر على ما فات من شبابه.
2. . اظهار الضعف، كقوله تعالى: (ربّ إنّي وهن العظمُ منّي...)، أي أصبحت ضعيفا.
3. . اظهار السرور، كقوله تعالى: (يا بُشرى هذا غلام).
4. . الدعاء، كقولنا: (هداك الله للسبيل السويّ).
5. . اظهار عدم الاعتماد، قال تعالى: (هل آمنكم عليه إلاّ كما امنتكم على أخيه من قبل).